# Mas Ribes (Sant Martí de Llémena)
El Mas Ribes és una obra de Sant Martí de Llémena (Gironès) inclosa a l'Inventari del Patrimoni Arquitectònic de Catalunya.

## Descripció
És un conjunt format per diferents cossos (pallisses, masia, quadres) al voltant d'un espai allargat que actua com a era. S'hi accedeix a través d'un pas estret on hi ha restes d'empedrat, ara en mal estat. La masia és un conjunt de cossos de forma allargada, formant un bancal i fent de desnivell entre el costat de l'era i el posterior (bosc i accés actual). Del conjunt cal destacar el cos de la dreta, des de l'era, amb una galeria d'arcs de punt rodó més recent. Hi ha una obertura de modillons a sobre la porta de sortida d'era. Al costat esquerre hi ha una galeria d'arcs amb columnes i a nivell de sota teulat, d'època tardana. En general, el conjunt és de planta baixa i dos o tres pisos.